# Jente Van Ongeval
Jente Van Ongeval (Oostende, 12 januari 1983) is een Belgisch voetballer. Zijn positie is verdediger. Hij kreeg zijn opleiding bij de jeugd van KV Mechelen en speelde achtereenvolgens bij Stade Leuven, OH Leuven en KV Woluwe-Zaventem.
Tijdens het seizoen 2009-2010 speelde hij opnieuw voor OH Leuven in de Exqi league als centrale verdediger. Na één seizoen bij KSV Bornem (2010-2011) verdedigt hij opnieuw de kleuren van KV Woluwe-Zaventem in derde klasse.